# ダイマクション地図

ダイマクション地図。大陸はほぼ連続している。

ダイマクション地図（ダイマクションちず、英: Dymaxion map）は世界地図のひとつである。地球を多面体上に投影したもので、さまざまな形の展開図へと展開できる。バックミンスター・フラーによって発明され、1946年に特許が取得された。このときの例としては立方八面体（ベクトル平衡体）への投影が示されている。1954年に The AirOcean World Map（空海一体世界地図）として発表された版では、正二十面体への投影に変更され、今日ではこれが最も有名である。「ダイマクション」という名前は、フラーが自身の発明のいくつかに付けているものである。
他の多くの投影法と異なり、ダイマクション地図では地球全面を正確に再現することを目指している。多面体の各面は心射図法であり、したがって、ダイマクション地図の各面を拡大することは、その投影法と等価である。

## 特徴

ダイマクション地図の正二十面体への変形

この地図は他の世界地図に対しいくつかの利点がある、とフラーは述べている。
- 面積のずれが比較的小さい。これは特にメルカトル図法と比べたときに顕著である。
- 形の歪みが少ない。これは特にガル-ピーターズ図法（英語版）と比べたときに顕著である。

その他の地図投影法に対しても似たような事が言える。
さらに特別なのは、ダイマクション地図が「正しい上方向」を持たないことである。フラーはよく「宇宙には上下や南北はなく、外と内だけがある。恒星と惑星の重力が、重力中心の方向という意味の『内』と、重力中心から離れる方向という意味の『外』とをつくる。」と述べていた。彼は北が上で南が下になっている他の多くの地図を文化的偏見と結び付けていた。（ただし、他の図法の地図でも北が上になっていないものは存在する。）
ダイマクション地図に対する「唯一正しい」視点は無い。正二十面体の三角形の各面をある方法で分割すると、全ての大陸が大洋によって隔たれることなくほぼ一続きになった展開図が得られる。また、別の方法で分割すると海岸線によって囲まれた一続きの海が現れる。

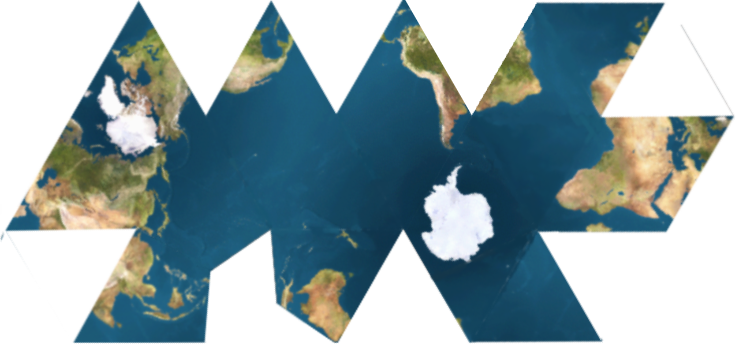
ダイマクション展開図の別の例。一続きの大洋が南極大陸を囲んでいる。

## 影響
- 画家ジャスパー・ジョーンズの1967年の作品にはダイマクション地図が描かれている。『地図（バックミンスター・フラーの Air Ocean World に基づく）』と題されたその絵は、ドイツのケルンにあるルートヴィヒ美術館の永久コレクションとして掲げられている。
- 特撮テレビ番組『ウルトラセブン』に登場するウルトラ警備隊の司令室にはダイマクション地図が貼られている。これはデザイナーの成田亨の発案によるもの。成田は後年バンダイ発行の『模型情報』に連載したエッセイで、「セットデザインを行った時、近未来の地球防衛組織の基地に貼られているのが普通の世界地図ではおかしいと考えてダイマクション地図を採用した」という旨を記している。